# مقاطعة بيرتي (كارولاينا الشمالية)
مقاطعة بيرتي (بالإنجليزية: Bertie County)‏ هي إحدى مقاطعات ولاية كارولاينا الشمالية في الولايات المتحدة الأمريكية. مركز المقاطعة أو مقعدها هي مدينة وينزور. تأسست هذه المقاطعة سنة 1722.أصل هذه المقاطعة يأتي من: مقاطعة تشووان.

## أعلام
- فرنسيس د. وينستون
- جيمس ويست كلارك
- فيلي بلونت
- ديفيد ستون
- لوك كريغ